# Alomiella
Alomiella, maleni biljni rod iz porodice Compositae. Postoje dvije priznate vrste, obje su brazilski endemi s Mato Grossa

## Opis
Alomiella uključuje 2 zeljaste vrste iz Mato Grossa, Brazil. Rod se razlikuje po slabo razgranatom habitusu, proširenoj i goloj bazi i papusu koji je kratak i listopadni ili ga nema.

## Vrste
1. Alomiella hatschbachii R.M.King & H.Rob.
2. Alomiella regnellii (Malme) R.M.King & H.Rob.